# محمد الداهوم
محمد مبارك الداهوم العازمي (1977-)؛ رجل دين سني كويتي، ونائب في مجلس الأمة الكويتي.

## عن حياته
التحق محمد الداهوم بكلية الشريعة في جامعة الكويت، وتخرج منها سنة 2001، وحصل على الماجستير في الدراسات الإسلامية سنة 2009، وتولى بعدها الإمامة في سنة 2002، ثم تولى الخطابة سنة 2005 وحتى يومنا هذا، وهو الآن إمام وخطيب في وزارة الأوقاف والشؤون الإسلامية - مسجد مروي الهدية بمنطقة سلوى، وكذلك يعمل مدرساً بدار القرآن الكريم التابعة لوزارة الأوقاف والشؤون الإسلامية.

## مشايخه
تتلمذ على يد رجال الدين في الكويت وخارجها، وقد ارتحل فترةً إلى القصيم ليتتلمذ على يد بن عثيمين، كما استفاد من عبد العزيز بن باز - مفتي السعودية آنذاك - واستفتاه في العديد من المسائل. من مشايخه:
- عثمان الخميس.
- عدنان عبد القادر.
- الشيخ إبراهيم الأنصاري.
- الشيخ عبد العزيز السدحان.
- الشيخ محمد الحمود النجدي.

## السيرة البرلمانية
شارك في إنتخابات مجلس الأمة الكويتي 2022 وحصل على 1381 صوتًا مُحققًا المركز الخامس عشر في الدائرة الأولي وخسر ، ثم عاد وترشح في انتخابات مجلس الأمة الكويتي 2023 عن الدائرة الاولي أيضا وحصل على المركز الثالث عشر برصيد 2138 صوت وخسر أيضا ، الا أنه ترشح ايضا في إنتخابات انتخابات مجلس الأمة الكويتي 2024 وحصل على 3249 صوتًا مُحققًا المركز العاشر في الدائرة الاولي وفاز بالانتخابات.

## مؤلفاته
- أحكام الحضانة ونفقة الأولاد في الفقه الإسلامي مقارنة بالقانون الكويتي. هي رسالة ماجستير.[1]